# 助野
助野株式会社（すけの、英語社名：Sukeno CO.,LTD. ）は、富山県高岡市に本社を置く日本のアパレルメーカー。靴下製造を主要事業とする。コーポレート・スローガンは「Global legwear company」。

## 概要
2万種以上のレッグウェアアイテムの企画・製造・販売を一貫して手掛けており、生産量は年間1億1千万足にも及ぶ。
また2020年より医療機器製造事業に参入、第三種医療機器製造販売業の許可を取得するとともに、本社付属の自社工場「高岡LAB」でて医療機器製造業を登録し、医療機器分野での商品開発を開始した。

### 寿司そっくす
丸めると握り寿司そっくりになる靴下「寿司そっくす」が外国人観光客らに好評で、富山名物のますずしのほか、マグロやエビなど7種の寿司を再現し、複雑な図柄もすべて編み技術で表現した。

## 沿革
1956年（昭和31年）1月、創業者の助野真造が靴下卸売業を高岡にて開業、1958年（昭和33年）8月16日に法人化し助野靴下株式会社（すけのくつした）として設立。
その後は日本海側を中心に商圏拡大、1968年（昭和43年）には東京支店を開設。1973年には、靴下の国内生産を開始した。
2013年（平成25年）6月1日、助野株式会社へ社名変更した。2016年（平成28年）には、2階建ての工場『高岡LAB』を開設、2023年（令和5年）3月には、本社工場を敷地内の物流センターに『助野LAB』として開設した。

## 事業所
- 本社：高岡（富山県）
- 支店：東京、大阪、札幌、福岡、酒田
- 配送センター：高岡、札幌、福岡、酒田
- 他、海外（中華人民共和国・タイ）に工場、配送センターを置く

## 関連会社
- I.Jマーシャル株式会社[1]